# John Mercer Johnson
John Mercer Johnson (ur. 1 października 1818, zm. 8 listopada 1868) – kanadyjski polityk drugiej połowy XIX wieku, związany z Nowym Brunszwikiem. Był uczestnikiem konferencji w Charlottetown i w Québecu. Zaliczany jest do grona Ojców Konfederacji.

## Życiorys
Urodził się Anglii i jako dziecko wyemigrował wraz z rodzicami do Kanady. Rodzina osiadła w północnej części Nowego Brunszwiku w hrabstwie Northumberland. W rodzinnym mieście skończył szkołę średnią, by potem studiować prawo. W 1840 otworzył praktykę adwokacką.
W 1850 rozpoczął działalność polityczną od zdobycia mandatu do legislatury prowincjonalnej ze swego rodzinnego hrabstwa. Niewiele lat później wszedł do lokalnego rządu jako prokurator generalny, dyrektor poczty i w końcu marszałek zgromadzenia legislacyjnego. W 1864 wziął udział w obu konferencjach konfederacyjnych. Był zwolennikiem przystąpienia swej prowincji do Konfederacji, w przeciwieństwie jednak do swych kolegów z niezwykłym uporem bronił koncepcji niezawisłości sądów okręgowych od władz prowincjonalnych. Choć początkowo jego zdanie  było głosem zdecydowanej mniejszości, udało mu się przekonać innych i przeforsować swój punkt widzenia, choć już po zawarciu konfederacji. Po 1867 reprezentował swoje rodzinne hrabstwo w Parlamencie Kanady